# SBCS
Одноба́йтовий набі́р си́мволів або SBCS (англ. Single Byte Character Set) — стандартна таблиця кодування для кодування символів, в якій використовують тільки один байт для кожного графічного символу. SBCS може мати не більше 256 символів, бо спочатку був побудований для англійської мови, яка має не так багато символів (акцентованих літер). Приклади SBCS кодування:
- ISO/IEC 646,
- різні кодові сторінки ISO 8859,
- різні кодові сторінки Microsoft/IBM .

Термін SBCS зазвичай порівнюють з DBCS (двобайтове кодування) і MBCS (багатобайтовий набір символів). Багатобайтові набори символів використовуються для кодування символів мов з більшою кількістю знаків і символів, переважно азійських мов, таких як китайська, японська та корейська. Їх іноді називають скорочено CJK.